# Волкова, Ирина Леонидовна
Ири́на Леони́довна Во́лкова (род. 25 августа 1977, Минусинск, СССР) — российский кинорежиссёр, сценаристка и монтажёр.

## Биография
Родилась 25 августа 1977 года в городе Минусинск. Детство и школьные годы провела в селе Хатанга. Мать — Волкова Татьяна Владимировна, преподаватель физики и астрономии, заслуженный учитель Российской Федерации 2005 года. Отец — Волков Леонид Васильевич, сын Василия Васильевича Волкова, актёра Малого драматического театра в Ленинграде.
В 2000 году окончила факультет журналистики Красноярского государственного университета.
В 2001 году работала на Красноярской киностудии как ассистент режиссёра и сделала свой дебютный документальный фильм «В стране мамонтов».
В 2005 году окончила Высшие курсы сценаристов и режиссёров, мастерская Владимира Фенченко.
В 2006 году приняла участие в проекте «Россия-Польша. Новый взгляд», сняв документальный фильм «Мой Кесьлёвский» о творчестве знаменитого польского кинорежиссёра Кшиштофа Кесьлёвского. В этом фильме впервые звучит интервью, которое дала единственная дочь режиссёра Марта (род. 8 января 1972 года). Фильм стал участником конкурсной программы фестиваля «Кинотавр» 2006 года.
В период между 2010 и 2013 годами работала над телевизионными фильмами и сериалами. В 2014 году вышел фильм «Диалоги», участвовавший в конкурсной программе фестиваля «Кинотавр» 2013 года. В 2017 году вышел второй полнометражный фильм «Клад».
В качестве режиссёра монтажа работала над документальным фильмом «Women of the Gulag», вошедшего в шорт-лист 91-го «Оскара».
В настоящее время, помимо собственных кинопроектов, активно принимает участие в кинообразовании: ведёт мастер-классы по режиссуре, а также читает лекции в киношколах. С 2010 года совместно с Владимиром Фенченко преподаёт монтаж на ВКСР. С 2015 года руководит мастерской режиссёров игрового фильма (совместно с кинорежиссёром Павлом Лунгиным и сценаристкой Натальей Рязанцевой). Член Гильдии кинорежиссёров России.
Живёт в Москве. Воспитывает дочерей Варвару и Полину.

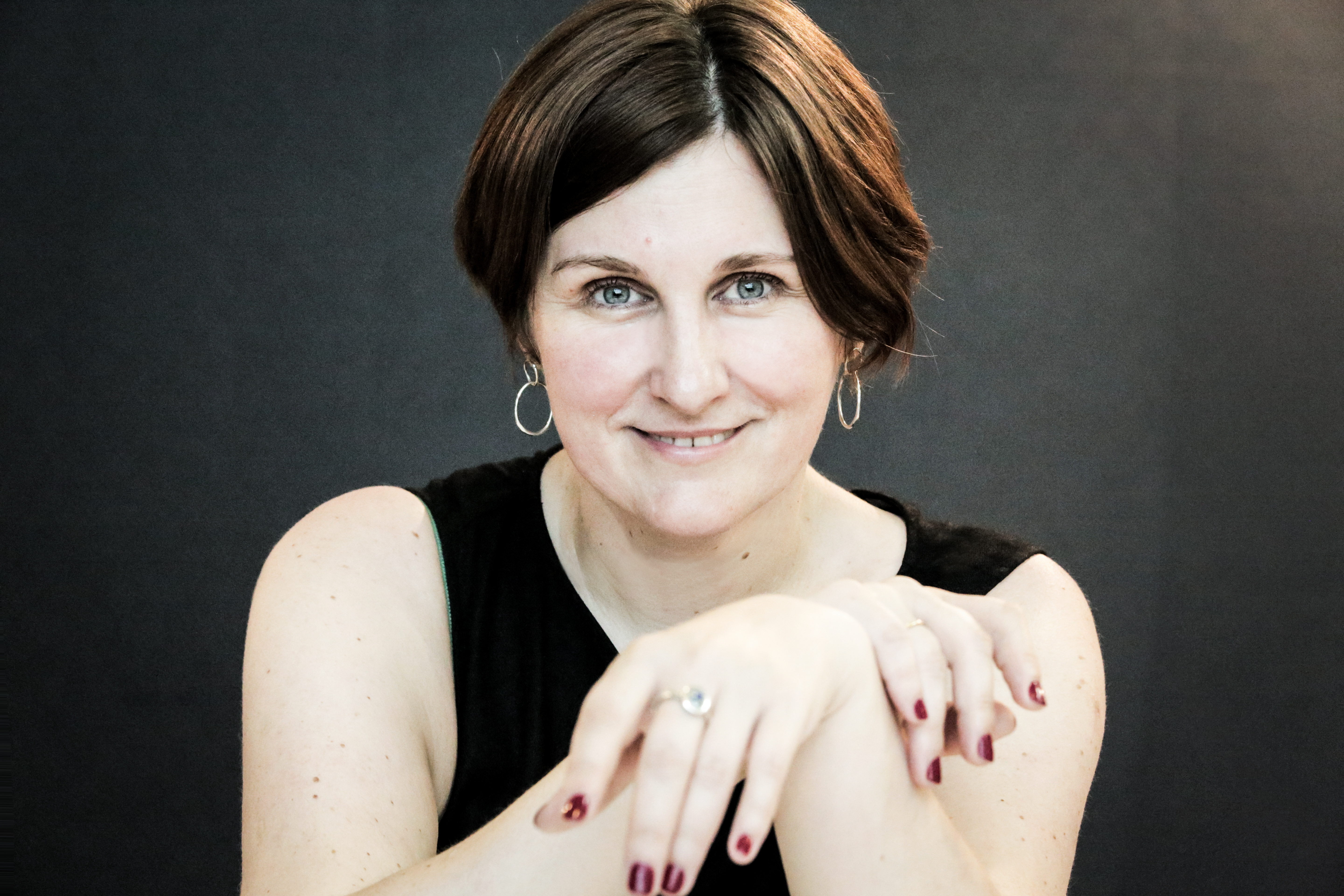

## Фильмография
- 2001 — «В стране мамонтов» (документальный киножурнал Красноярской киностудии)[4];
- 2003 — «Чё было, то было» (короткометражный документальный фильм для телеканала «Культура»);
- 2005 — «Расстояние» (дипломный короткометражный игровой фильм;
- 2005 — «Есть окно такое» (короткометражный документальный фильм);
- 2006 — «Мой Кесьлёвский» (документальный фильм, снят совместно с Польшей в рамке программы «Россия-Польша. Новый взгляд»)[5];
- 2007 — «Ёжик, девочка и танк» (анимационный короткометражный фильм);
- 2008 — «Внутри» (короткометражный документальный фильм);
- 2009 — «Дагестан. Древние ворота Кавказа» (документальный фильм, снятый для телеканала «Культура»);
- 2009 — «Красная дорожка» (документальный фильм, сделанный по заказу Телерадиовещательной организации Союзного государства и приуроченный к 50-летию Московского международного кинофестиваля);
- 2011 — «Фильм 6. Золото большевиков» (эпизод сериала «Казнокрады» для телеканала «НТВ»);
- 2012 — «Исключение из правил» (телевизионный фильм, созданный киностудией «Дирекция кино» для Первого Канала);
- 2013 — «Диалоги» (дебютный полнометражный фильм киностудии «СТВ»)[6][7][8];
- 2013 — «Пропавшие без вести» (сериал для телеканала «РЕН ТВ»);
- 2016 — «Клад», детский фильм студии МетрономФильм);
- 2017 — «Костик» (короткометражный фильм в жанре «драма»;
- 2018 — «Женщины ГУЛАГа» (как режиссёр монтажа)[9];
- 2018 — «Без меня» (режиссёр монтажа)
- 2019 - «Петербургские театры» (режиссёр-постановщик)[10];
- 2021 - «Детский сад» (короткометражный фильм);
- 2022 - «Моя Оля Лапшина» (документальный фильм, был создан для телеканала "Культура")[11];
- 2024 - «Вера» (режиссёр-постановщик, режиссёр монтажа) - фильм Киностудии им. М. Горького)[12];

## Театральные постановки
- 2007 — «Спасательные работы на берегу воображаемого моря» (Театр.doc, по одноимённой пьесе Константина Стешика);
- 2015 — читка пьесы «Мишка» (автор пьесы — Михаил Соловьёв) на фестивале «Любимовка» 2015 года)[13];
- 2018 — «Когда ты остров» (Московский драматический театр «АпАРТе», впоследствии - Культурный центр ЗИЛ и Театр.doc, по одноимённой пьесе Юлии Тупикиной);

## Участие в кинофестивалях

### Ранние фильмы
- 2003 — приз фестиваля Кинотеатр.doc «За пристальный взгляд к окружающему миру» за фильм «Чё было, то было»[14];
- 2007 — Приз зрительских симпатий и 3 премия фестиваля анимационного кино в Суздале за фильм "Ёжик, девочка и танк";
- 2008 — Приз «За лучший документальный фильм» фильму "Внутри" на Международном кинофестивале за права человека «Docudays»[укр.] в городе Киев;
- 2008 — приз «Слон» кинофестиваля «Сталкер» за фильм «Внутри»[15];

### «Диалоги»
- 2013 — приз победителя конкурса «Omnibus» кинофестиваля «Киношок» за фильм «Диалоги»[16];
- 2014 — приз «За лучший фильм» 7-го Забайкальского международного фестиваля фильму «Диалоги»[17];
- 2014 — участие фильма «Диалоги» в конкурсной программе фестиваля «Кинотавр»[18];
- 2014 — Бронзовый приз «Цветы таежной надежды» кинофестиваля «Дух огня» в Ханты-Мансийске за фильм «Диалоги»[19];
- 2014 — призы «За лучшую мужскую роль» 7-го Чебоксарского международного кинофестиваля актёрам фильма «Диалоги» Владимиру Меньшову, Евгению Стычкину, Сергею Овчинникову и Алексею Маслодудову;
- 2014 — приз 7-го Чебоксарского международного кинофестиваля «За лучший сценарий» авторам сценария фильма «Диалоги» Константину Стешику и Ирине Волковой;
- 2014 — приз «За лучший дебют и работу с актёрами» 7-го Чебоксарского международного кинофестиваля[20]

### «Клад»
- 2016 — призы «За лучшую женскую роль» «За лучшую детскую роль» Всероссийского фестиваля визуальных искусств «Орленок» за фильм «Клад»[21];
- 2016 — участие в “International Film Festival for children and young audience Schlingel”[22];
- 2016 — приз «Лучший фильм в конкурсе «Кино детям и родителям» 18-го фестиваля кинокомедии «Улыбнись, Россия!»[23];
- 2016 — Специальный приз «За профессиональное и бережное отношение к жанру приключенческой комедии» Международного кинофестиваля «Ноль плюс» в городе Тюмени[24];
- 2017 — приз «Лучший приключенческий фильм для детей» Нижегородского благотворительного кинофестиваля «Детский Киномай» за фильм «Клад»[25];
- 2018 — приз «Лучший фильм для детей» Международного благотворительного кинофестиваля «Лучезарный ангел» за фильм «Клад»[26];

### «Костик»
- 2018 — приз «Лучший сценарий» фестиваля короткометражного кино «Open Space» в Латвии[27];
- 2017 — Гран-при Первого Сухумского международного кинофестиваля[28];
- 2017 — приз 4-го Фестиваля кино и театра «Амурская осень» за лучшую женскую роль Марине Васильевой в фильме «Костик»[29].

### «Вера»
- 2024 — участие фильма "Вера" в конкурсе полнометражных фильмов Арктического международного кинофестиваля "Золотой ворон"[30];
- 2024 — фильм открытия 11-го Забайкальского международного кинофестиваля[31]
- 2024 — приз «Лучшая женская роль» на 30-м Российском кинофестивале "Литература и кино" актрисе Виктории Толстогановой[32]

.